# أنور القاضي
الفريق أنور عبد الوهاب السعيد القاضي (14 أغسطس 1994 - 28 سبتمبر 1918) عسكري مصري، تولى رئاسة هيئة العمليات للقوات المسلحة عام 1966، شارك في حرب اليمن وكان ضمن القيادات المصرية هناك، تولى إنشاء هيئة التفتيش للقوات المسلحة وكان أول رئيس لها ثم نقل بعد ذلك ليتولى منصب رئيس هيئة تدريب القوات المسلحة.

## نشأته
ولد الفريق أنور القاضى في 28 سبتمبر 1918 بمركز فارسكور التابع لمديرية الدقهلية في ذلك الوقت . نشأ في مدينة الإسكندرية وتعلم في مدارسها حيث كانت تعيش الأسرة في حى محرم بك . دراسته الثانوي كانت بمدرسة العباسية الثانوية حيث حصل على شهادة البكالوريا في عام 1935 . عقب حصوله على شهادة البكالوريا التحق بالكلية الحربية ( المدرسة الحربية في ذلك الوقت ) في عام 1935 وتخرج منها في عام 1937 حيث استطاع أن ينهى دراسته في عامين بدلا من ثلاثة أعوام وكان هذا النظام معمولا به في ذلك الوقت، وكان من دفعته الفريق أول عبد المحسن مرتجى والفريق صلاح الحديدى والذي كان صديقا مقربا من الفريق أنور القاضى.[بحاجة لمصدر]
عقب تخرجه من الكلية الحربية تم تعيينه في الجيش المصرى بالسودان ومن الخرطوم بدأ الفريق أنور القاضى أولى خطواته المهنية في العسكرية المصرية .
في عام 1952 وقبل قيام ثورة 23 يوليو 1952 كان الفريق أنور القاضى يعمل بالمنطقة الشمالية العسكرية بالإسكندرية – وكان برتبة البكباشى في ذلك الوقت – قام جمال عبد الناصر بعمل زيارة له وتمت المقابلة في تريانون بالإسكندرية وأخبره بأنه سيتم نقله إلى القاهرة ليتولى عملية تأمين هيليوبوليس عند قيام الثورة، وفعلا نقل إلى القاهرة وتولى مهام تأمين هيليوبوليس في فجر 23 يوليو 1952.[بحاجة لمصدر]
في عام 1954 تولى القائمقام أنور القاضى منصب نائب الحاكم الإداري في غزة ثم نقل بعد ذلك إلى الإسكندرية لتولى قيادة اللواء الخامس المشاة، وفي عام 1956 تولى الأميرالاى أنور القاضى قيادة الفرقة الثالثة المشاة والتي كانت تحتل مواقعها في سيناء وكان مقر قيادتها في العريش . خاض الأميرالاى أنور القاضى المعارك ضد الجيش الإسرائيلي في حرب 1956 بالفرقة الثالثة المشاة إلى أن صدرت له الأوامر بالانسحاب إلى الضفة الغربية، فوضع خطة الانسحاب وإنسحب بالفرقة الثالثة المشاة إلى الضفة الغربية وكان انسحابا منضبطا ومنظما أثنى عليه العسكريون في ذلك الوقت ونال إستحسانهم .

## الثورة اليمنية
عند قيام الثورة اليمنية في أكتوبر 1962 لجأت الثورة اليمنية إلى مصر وطلبت مساعدتها في دعم الثورة اليمنية واستجابت الحكومة المصرية لهذا الطلب بإرسال قوات مصرية بقيادة اللواء أنور القاضى الذي تولى قيادة القوات العربية في اليمن الفترة من 1962-1964 , وفي اليمن ظهرت أيضا العبقرية العسكرية والكفاءة القتالية للواء أنور القاضى الذي استطاع أن يقود قواته بمهارة قتالية في هذه الحرب الجديدة على الجيش المصرى وهي حرب الجبال والقبائل . في 18 مايو 1963 تم ترقية اللواء أنور القاضى إلى رتبة الفريق ومنح أيضا وسام نجمة الشرف وهو أعلى وسام عسكرى في مصر . 
بعد عودته من اليمن تولى إنشاء هيئة التفتيش للقوات المسلحة وكان أول رئيس لها ثم نقل بعد ذلك ليتولى منصب رئيس هيئة تدريب القوات المسلحة.[بحاجة لمصدر] 
في عام 1966 اختير ليكون رئيسا لهيئة عمليات القوات المسلحة وبذلك أصبح وضعه فيما بين القادة الذين يتولون القيادة تاليا مباشرة للفريق محمد فوزى رئيس أركانحرب القوات المسلحة.[بحاجة لمصدر]

## حرب 1967
عقب هزيمة يونيو 1967 تقدم باستقالته إلى جمال عبد الناصر . لم يشغل الفريق أنور القاضى أي منصب رسمي بعد خروجه إلى التقاعد وعاش حياة هادئة مع أسرته إلى أن توفاه الله في 14 أغسطس 1994 عن عمر يناهز ستة وسبعين عاما وشيعت جنازته عسكريا وتقدمها المشير حسين طنطاوى وزير الدفاع والقائد العام للقوات المسلحة في ذلك الوقت ودفن بمدافن الأسرة بالمنارة بالإسكندرية.[بحاجة لمصدر]

## الدراسات والشهادات العلمية
في خلال مشواره المهنى الطويل بالقوات المسلحة المصرية حصل الفريق أنور القاضى على العديد من الدراسات والشهادات العلمية من أهمها:[بحاجة لمصدر]
- شهادة أركان حرب من كلية أركان حرب
- شهادة أركان حرب من كلية فرونز العسكرية بموسكو في الاتحاد السوفييتى
- زمالة كلية الحرب العليا بأكاديمية ناصر العليا

كما حصل الفريق القاضى على العديد من الأنواط والأوسمة والنياشين، من أهمها:[بحاجة لمصدر]
- ميدالية الخدمة الطويلة الحسنة
- نوط الواجب من الدرجة الأولى
- نوط الجمهورية من الدرجة الأولى
- وسام نجمة الشرف وهو أعلى وسام في القوات المسلحة المصرية
- وسام سد مأرب من المشير عبد الله السلال وهو أعلى وسام في جمهورية اليمن.[بحاجة لمصدر]